# Titã
Os titãs (masculino) e as titânides (feminino) (em grego antigo, singular: Τιτάν e Τιτανίς, plural: Τιτάνες e Τιτανίδες), na mitologia grega, estão entre as entidades que enfrentaram Zeus e os demais deuses olímpicos na sua ascensão ao poder. Outros oponentes foram os gigantes, Tifão e Órion.
Dos vários poemas gregos da Idade Clássica sobre a guerra entre os deuses e os titãs, apenas um sobreviveu. Trata-se da Teogonia atribuída a Hesíodo. Também o ensaio Sobre a música atribuído a Plutarco, menciona de passagem um poema épico perdido intitulado Titanomaquia ("Guerra dos Titãs") e atribuído ao bardo trácio cego Tâmiris, por sua vez um personagem lendário. Além disso, os titãs desempenharam um papel importante nos poemas atribuídos a Orfeu. Ainda que apenas se conservem fragmentos dos relatos órficos, estes revelam diferenças interessantes em relação à tradição hesiódica.
Os titãs foram criados por uma deusa chamada Gaia, eles são gigantes que foram enviados à terra para protegê-la trazendo paz e união para todo mundo, esses gigantes eram geralmente na cor roxa, azul ou verde, cores usuais de deuses. O principal objetivo da deusa em criar os titãs era que eles acabassem com as guerras e que deixassem a paz reinar, juntando todos os povos e os protegendo.
Os titãs não formam um conjunto homogêneo. Trata-se, em geral, de deidades muito antigas ou "proto-deuses" (primeiros deuses) que, por uma razão ou outra, continuaram a ter uma certa vigência dentro dos mitos gregos clássicos e, ao constituir-se o esquema genealógico dos deuses, foram incluídas entre os descendentes de Urano.
Os mitos gregos da Titanomaquia caem na classe dos mitos semelhantes na Europa e Médio Oriente, em que uma geração ou grupo de deuses confronta os dominantes. Por vezes os deuses maiores são derrotados. Outras os rebeldes perdem, e são afastados totalmente do poder ou ainda incorporados no panteão. Outros exemplos seriam as guerras dos Aesir com os Vanir e os Jotunos na mitologia nórdica, o épico Enuma Elish babilónico, a narração hitita do "Reino do Céu" e o obscuro conflito geracional dos fragmentos ugaritas.

## Etimologia
A palavra titã vêm do latim titan, que por sua vez tem origem do grego Τιτάν, Ti-tan. Para James Hastings, esta palavra é aproximada, em etimologia popular, de títaks, "rei" e titéne, "rainha", segundo notas de Hesíquio de Alexandria, termos possivelmente de procedência oriental: Nesse caso, titã significaria "rei" ou "soberano". Carnoy prefere admitir que os titãs tenham sido primitivamente deuses solares e seu nome se explicaria pelo "pelásgico", tito, que significa "brilho" ou "luz". A primeira hipótese parece mais clara e adequada às funções dos violentos titãs no mito grego, que passou a ter o sentido de "pessoa ou coisa de grande tamanho" registrado pela primeira vez em 1828.

## A primeira geração de titãs
Originalmente, os titãs eram filhos de Urano e Gaia:
Titãs
- Oceano (Ὠκεανός) — o rio que circundava o mundo
- Céos (Κοίος) — titã das visões e senhor do norte.
- Crio (Κρείος) — titã do universo, cosmo e constelações, esposo de Euríbia (filha de Ponto) e pai de Palas — Perses e Astreu. Também é o senhor do sul.
- Hiperião (Ὑπερίων) — titã da luz e do fogo astral e senhor do leste.
- Jápeto (Ιἀπετός) — senhor do oeste, esposo da oceânide Clímene e pai de Prometeu (ancestral da raça humana), Atlas (que foi condenado por Zeus a sustentar o céu em seus braços para sempre), Epimeteu e Menoécio.
- Cronos (Κρόνος) — o mais novo, titã do tempo, que destronou Urano e se tornou o rei dos titãs
- Tifão: Gigante monstruoso Deus Da Destruição, Filho De Gaia E Tartaro, conhecido por lutar ferozmente contra Zeus, Fazendo até os Deuses Olimpianos correrem de medo na sua batalha contra os olimpianos Zeus saiu vitorioso e aprisionou Tifão no monte etna

Titânides
- Febe (Φοίβη) — titânide da lua, a da coroa de ouro.
- Mnemosine (Μνεμοσύνη) — titânide da memória e mãe das nove musas com Zeus
- Reia (Ῥεία) — rainha dos titãs e consorte de Cronos.
- Têmis (Θέμις) — encarnação da justiça e ordem titânica, das leis e normas, e mãe das Horas com Zeus
- Tétis (Τηθύς) — titânide do mar
- Teia (Θεία) — titânide da luz e da visão

## Filhos de titãs

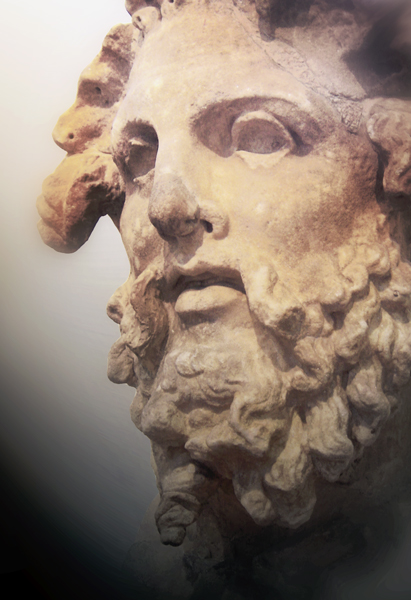
Cabeça de Titã
Museu Arqueológico Nacional de Atenas

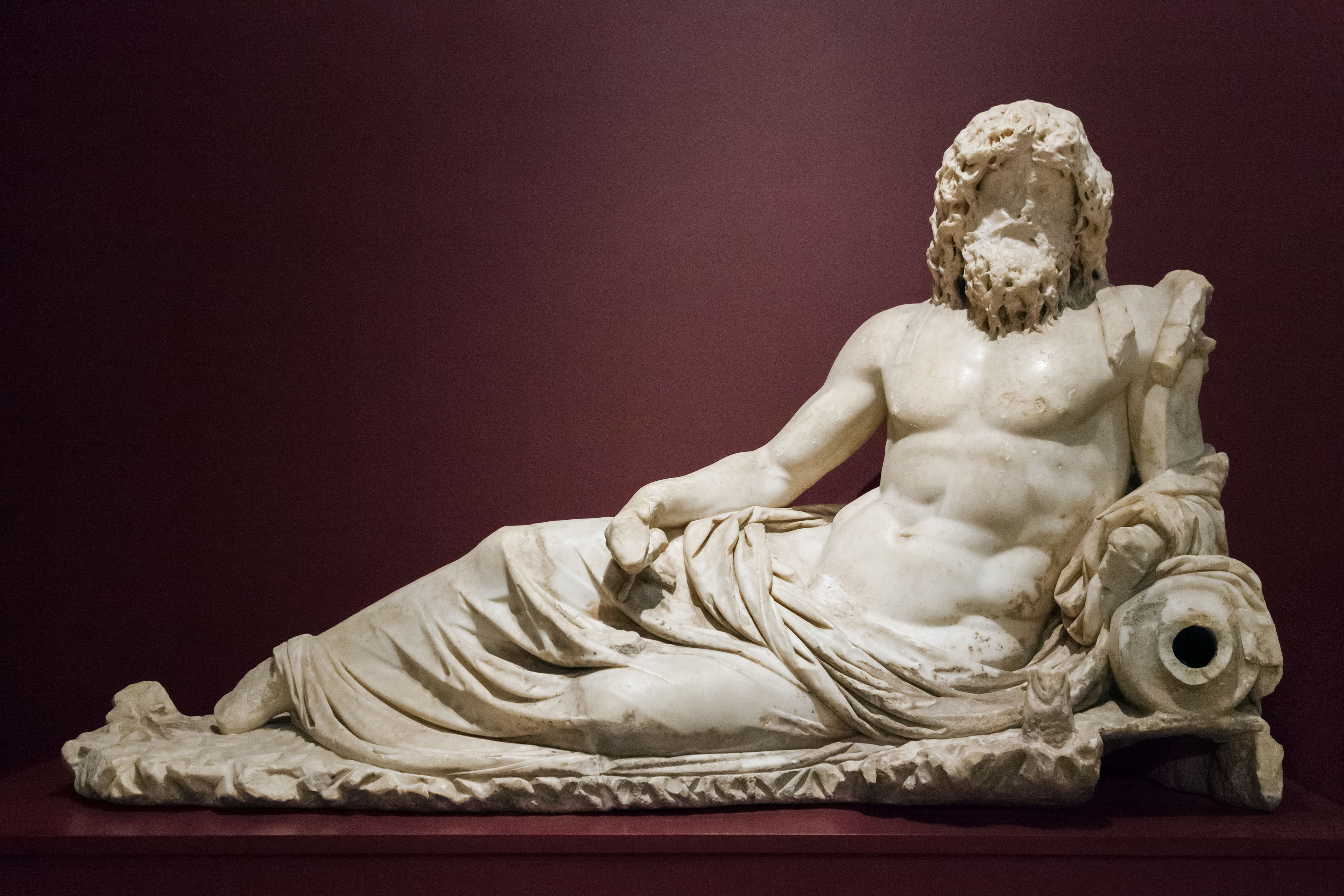
Oceano
Estátua do século II encontrada em Éfeso, hoje conservada no Museus Arqueológicos de Istambul

O matrimónio entre irmãos era corrente na mitologia grega, e vários titãs e titânides se uniram, dando origem a uma segunda geração de titãs:
- Oceano e Tétis geraram as oceânides, os potamos (rios) e as limnades (nascentes).
- Hiperião e Teia geraram Hélio (o sol), Selene (a lua) e Eos (a aurora)
- Céos e Febe geraram duas filhas, Leto e Astéria.
- Críos se uniu à pontíde Euríbia e gerou três titãs, Palas, Perses e Astreu.
- Jápeto e a oceânide Clímene ou Ásia geraram os titãs Atlas, Prometeu, Epimeteu e Menoécio.
- Mnemosine não se uniu a nenhum titã, mas sim ao rei dos deuses Zeus com que gerou as nove musas.
- Cronos e Reia — formaram o casal mais importante, pois são progenitores de seis dos deuses olimpianos e, em algumas versões, também progenitores de Afrodite:
  - Héstia — deusa virgem do lar e da lareira, que para manter a paz no olimpo, cedeu seu lugar junto aos outros grandes deuses olimpianos para Dioníso.
  - Hera — deusa da fidelidade, da maternidade, das familias, protetora das mulheres, e rainha do Olimpo.
  - Hades — deus dos mortos, dos infernos e das riquezas da terra, deus do mundo interior onde se localizam ambos, o Tártaro e os Campos Elísios.
  - Deméter — deusa da agricultura, da natureza e das estações do ano, conhecida também por rainha dos trigais.
  - Poseidon — deus dos mares e terremotos e dos cavalos.
  - Zeus — rei dos deuses, senhor do Olimpo, deus da lei, da ordem e da justiça, do céu, dos relâmpagos, do trovão, e das tempestades, comandante dos ventos e das nuvens.